# Curt Bergsten
Kurt Hjalmar Verner Bergsten, född 24 juni 1912 i Ekeby församling, Malmöhus län, död 21 juli 1987 i Landskrona församling, Malmöhus län
, var en svensk fotbollsspelare (anfallare) 
Bergsten spelade 6 landskamper åren 1935-1938 och var reserv på hemmaplan då Sverige i VM 1938 slutade på en fjärdeplats.
Curt Bergsten avled 1987, 75 år gammal. Hans bror, Gunnar Bergsten, spelade också fotboll för Landskrona.

## Meriter

### I landslag
Sverige
- Uttagen till VM (reserv på hemmaplan) (1): 1938
- 6 landskamper, 1 mål